# Jacques Ochs
Jacques Martin Ochs (Nizza, 18 febbraio 1883 – Liegi, 3 aprile 1971) è stato uno schermidore belga, vincitore di una medaglia d'oro nella scherma ai giochi olimpici.